# Aéroport municipal d'Ardmore
Pour les articles homonymes, voir ADM.
L'aéroport municipal d'Ardmore (anglais : Ardmore Municipal Airport) (code IATA : ADM • code OACI : KADM • code FAA : ADM) est un aéroport desservant la ville d'Ardmore, en Oklahoma, aux États-Unis.